# Perukarz białorzytny
Perukarz białorzytny (Goodfellowia miranda) – gatunek ptaka z rodziny szpakowatych (Sturnidae). Ptak ten występuje w Azji Południowo-Wschodniej, nie jest zagrożony wyginięciem.

## Zasięg występowania
Perukarz białorzytny zamieszkuje góry północno-środkowego i południowego Mindanao (włącznie z Daggayan, Kitanglad i Apo), wyspy należącej do Filipin. 

## Taksonomia
Gatunek i rodzaj po raz pierwszy opisany przez niemieckiego ornitologa Ernsta Harterta w 1903 roku na łamach czasopisma Bulletin of the British Ornithologists’ Club. Jako miejsce typowe holotypu (samiec) autor wskazał stratowulkan Apo na Mindanao. Jedyny przedstawiciel rodzaju Goodfellowia, choć niektóre ujęcia systematyczne umieszczają tego ptaka w rodzaju Basilornis. Takson monotypowy.
Nazwa rodzajowa honoruje Waltera Goodfellowa (1866–1953), angielskiego podróżnika, ornitologa, kolekcjonera z Kolumbii, Ekwadoru, Nowej Gwinei,  Filipin i Tajwanu. Epitet gatunkowy pochodzi od łacińskiego mirandus „wspaniały, osobliwy”, od mirari „dziwić się”, od mirus „niezwykły”.

## Morfologia
Długość ciała 30 cm, masa ciała 110 g. Szczegółowe wymiary podane przez Ernsta Harterta: długość skrzydła 120–124 mm, zewnętrzne sterówki 68 mm, odsłonięta część dzioba 17 mm, skok 33 mm. Charakterystyczny ptak z piórami na głowie tworzącymi grzebień, skompresowane na czubku głowy wzdłuż linii środkowej, rozciągające się jak krótki pióropusz. Wokół oczu nagie, rozciągające się do policzków żółte łaty skóry, ogon długi i stopniowany. Upierzenie w większości czarne z błyszczącymi niebiesko-czarnymi końcówkami piór, na dolnej części pleców białe. Skrzydła ciemnoczekoladowo-brązowe, ogon czarniawo-brązowy. Tęczówka koloru żółtego do brązowego, dziób żółtawy, nogi oliwkowo-żółte. Brak dymorfizmu płciowego. Osobniki młodociane podobne do dorosłych, ale upierzenie nie jest błyszczące i końcówki piór koloru płowego.

### Głos
Odzywa się serią metalicznych, dzwoniących nut połączonych z kłapaniem i bulgoczącymi, piskliwymi dźwiękami brzmiącymi jak odgłos otwierania zardzewiałej bramy.

## Ekologia
Perukarz białorzytny jest prawdopodobnie gatunkiem osiadłym, zamieszkującym las i skraj lasu do wysokości 1250 m n.p.m. Występuje pojedynczo, w parach lub w małych grupach. Żywi się głównie owocami i owadami.
Znaleziono dwa gniazda, po jednym w lutym i w lipcu; ptak z powiększonymi gonadami obserwowany w lutym. Oba gniazda znajdowały się w starej dziupli po dzięciole (Picidae); jedna z dziupli znajdowała się 15 m nad ziemią i zawierała gniazdo zbudowane z gałązek i liści. Brak innych informacji na temat zniesionych jaj, okresu inkubacji i wychowu młodych.

## Status i zagrożenia
W Czerwonej księdze gatunków zagrożonych Międzynarodowej Unii Ochrony Przyrody został zaliczony do kategorii NT (ang. Near Threatened – „bliski zagrożenia”). Ptak ten ma ograniczony zasięg – jest endemiczny dla Mindanao. Często w niektórych miejscach gatunek ten ma bardzo mały i fragmentaryczny zasięg, i znany jest tylko z kilku stanowisk. Obecnie jego siedliska są w miarę bezpieczne, ponieważ teren, który zasiedla, jest w znacznym stopniu niedostępny. Jednak każdy wzrost aktywności ludzkiej w pobliżu siedlisk tego ptaka może mieć poważny i negatywny wpływ na jego populację.